# Municipio de Goshen (condado de Mahoning)
El municipio de Goshen (en inglés: Goshen Township) es un municipio ubicado en el condado de Mahoning en el estado estadounidense de Ohio. En el año 2010 tenía una población de 3243 habitantes y una densidad poblacional de 38,17 personas por km².

## Geografía
El municipio de Goshen se encuentra ubicado en las coordenadas 40°57′00″N 80°55′16″O / 40.95000, -80.92111. Según la Oficina del Censo de los Estados Unidos, el municipio tiene una superficie total de 84.97 km², de la cual 84,01 km² corresponden a tierra firme y (1,13 %) 0,96 km² es agua.

## Demografía
Según el censo de 2010, había 3243 personas residiendo en el municipio de Goshen. La densidad de población era de 38,17 hab./km². De los 3243 habitantes, el municipio de Goshen estaba compuesto por el 98,4 % blancos, el 0,22 % eran afroamericanos, el 0,03 % eran amerindios, el 0,25 % eran asiáticos, el 0,09 % eran de otras razas y el 1,02 % eran de una mezcla de razas. Del total de la población el 0,34 % eran hispanos o latinos de cualquier raza.